# Lux Æterna (film)
Pour les articles homonymes, voir Lux æterna.
Pour plus de détails, voir Fiche technique et Distribution.
Lux Æterna est un drame psychologique expérimental français produit, écrit et réalisé par Gaspar Noé, sorti en 2019.
Tourné majoritairement en split screen, le moyen-métrage est sélectionné et présenté en « séance de minuit » au festival de Cannes en 2019.

## Synopsis
Dans les coulisses d'un film dans lequel elle incarne une sorcière brûlant sur un bûcher, la jeune Charlotte Gainsbourg va être confrontée à une ambiance apocalyptique au sein de l'équipe de production et à une organisation désastreuse qui plongeront progressivement le tournage dans le chaos.

## Fiche technique
Sauf indication contraire, les informations mentionnées dans cette section peuvent être confirmées par les bases de données cinématographiques IMDb et Allociné,  présentes dans la section « Liens externes ».
- Titre original et francophone : Lux Æterna
- Réalisation et scénario : Gaspar Noé
- Musique : Pascal Mayer
- Décors : Samantha Benne
- Costumes : Frédéric Cambier
- Photographie : Benoît Debie
- Son : Ken Yasumoto
- Montage : Jérôme Pesnel
- Production : Gary Farkas, Clément Lepoutre, Olivier Muller, Gaspar Noé et Anthony Vaccarello
- Sociétés de production : Les Cinémas de la Zone, Saint-Laurent, Vixens
- Sociétés de distribution : UFO Distribution et Potemkine Films (France)
- Pays d'origine :  France
- Langues originales : français, anglais
- Format : couleur - 35 mm - 2,35:1
- Genre : thriller dramatique
- Durée : 51 minutes
- Dates de sortie :
  - France : 18 mai 2019 (Festival de Cannes) ; 23 septembre 2020 (sortie nationale)

## Distribution
Note : la majorité des acteurs sont crédités sous leur propre prénom (sans le nom de famille) et non sous l'appellation « lui-même» ou « elle-même».
- Béatrice Dalle
- Charlotte Gainsbourg
- Abbey Lee
- Clara 3000
- Félix Maritaud
- Karl Glusman
- Claude-Emmanuelle Gajan-Maull
- Fred Cambier
- Lola Pillu Perier
- Loup Brankovic
- Luka Isaac
- Maxime Ruiz
- Mica Argañaraz
- Paul Hameline
- Stefania Cristian
- Tom Kan
- Yannick Bono

## Production

### Génèse et développement
À la mi-février 2019, le film est commandé par Anthony Vaccarello, directeur créatif de la maison de haute couture Saint Laurent. Saint-Laurent a financé le film et posé comme conditions la participation au film de « visages » de la marque et l'utilisation de vêtements issus des dernières collections. Gaspar Noé a soumis une idée de film une semaine plus tard. Le long dialogue entre Béatrice Dalle et Charlotte Gainsbourg est un extrait d'une longue improvisation pour laquelle le réalisateur avait seulement donné quelques indications. Le film a ainsi été conçu et réalisé très rapidement afin d'être prêt pour le festival de Cannes à la mi-mai. Saint-Laurent a projeté le film un mois après dans l'une de ses boutiques parisiennes.

## Accueil

### Critique
En France, le site Allociné recense une moyenne des critiques presse de 3,2⁄5, sur un total de 26 critiques presse.
Selon Sophie Avon, du journal Sud Ouest, « Ce que Noé semble mettre sur le bûcher, ce sont les coulisses du cinéma, et c’est vraiment réjouissant. »
Pour Stéphanie Belpêche de l'hebdomadaire Le Journal du Dimanche, « Gaspar Noé pratique la mise en abyme avec jubilation, travaille la forme avec sa virtuosité habituelle, dans un décor infernal qui lui inspire des images stroboscopiques où le rouge, sa couleur fétiche, prédomine. »

## Distinctions

### Sélections
- Festival de Cannes 2019 : Séance de minuit
- Festival international du film de Catalogne 2019 : sélection hors compétition
- L'Étrange Festival 2020 : sélection en séance spéciale

### Documentation
- Dossier de presse Lux Æterna